# Jan Bochenek
Jan Bochenek (né le 20 novembre 1931 et mort le 2 novembre 2011 ) est un haltérophile polonais. Il participe aux Jeux olympiques d'été de 1956 et aux Jeux olympiques d'été de 1960 en concourant dans la catégorie des 75-82,5 kg. En 1956, il termine à la quatrième place mais remporte la médaille de bronze en 1960.

## Palmarès

### Jeux olympiques
- Jeux olympiques de 1960 à Rome,  Italie
  -  Médaille de bronze.